# Wipeout 3
Wipeout 3, conosciuto anche come Wip3out, è un simulatore di guida futuristico sviluppato e pubblicato da Psygnosis esclusivamente per PlayStation. Il videogioco è il quarto titolo della serie Wipeout, uscito in Europa e in America settentrionale nel settembre del 1999.
Per questo capitolo sono state introdotte nuove classi di velocità e nuove modalità di gioco.
Il 14 agosto 2000 è stata pubblicata una versione speciale del videogioco, intitolata Wipeout 3: Special Edition e contenente l'aggiunta di 8 tracciati dai precedenti titoli della serie, Wipeout 2097 e WipEout, per un totale di 16 piste.

## Squadre
In Wipeout 3 le squadre disponibili sono otto. Quattro sono disponibili all'inizio del gioco e quattro sono sbloccabili
- FEISAR

La squadra europea del campionato. Sebbene la loro vettura sia particolarmente lenta, rendendo il team poco competitivo, la sua buona resistenza e tenuta nelle curve la rendono ideale per i principianti.
- AG Systems

Il team di ricerca e sviluppo giapponese che inventò il sistema antigravitazionale. Si impone con una buona velocità ma è particolarmente fragile.
- Auricom

La squadra americana. La sua vettura è completamente ben bilanciata, senza punti forti o punti deboli.
- Qirex

Team russo, tra i più forti del campionato. Il suo segreto sta nella sua potenza di motore ma la pesantezza del mezzo lo rende impegnativo da sterzare.
- Piranha

Una squadra di ricerca e sviluppo precedentemente gestito da un consorzio cinese e ora è stato nazionalizzato dal suo paese originale. La loro vettura è molto prestazionale per velocità e manovrabilità però la scarsa resistenza degli scudi la rende non idonea per gli scontri.
- Goteki 45

Un team fondato nel 2095 sull'isola artificiale di Makana, nelle Hawaii. È passata alla storia per essere una squadra violenta che preferisce distruggere le navi avversarie piuttosto che tagliare il traguardo. Da questa filosofia il loro veicolo è estremamente resistente compensando la lenta velocità.
- Assegai

Una squadra fondata per rappresentare le Nazioni Africane Unite, un conglomerato degli stati dell'Africa con sede in Sudafrica, nei campionati di corse antigravitazionali. Ottenne subito grande popolarità tra i tifosi per le sue prestazioni in gara, merito della loro navicella estremamente agile che consente di navigare fluidamente anche in curve impegnative. Il loro punto debole è la scarsa resistenza alle armi.
- Icaras

Fondata dallo stravagante imprenditore Burnston Burns, la Icaras si differenzia dalle altre squadre per essere finanziato da molteplici compagnie indipendenti e per dare la priorità alla velocità e la competizione invece dell'aggressività e violenza in pista, portandola ad essere molto tifata e seguita. Per questo il loro veicolo è molto veloce ma la scarsa accelerazione e sterzo la rendono molto difficile da pilotare.

## Tracciati
A differenza degli altri videogiochi della serie, tutti i tracciati non sono localizzati in diverse parti del mondo ma sono tutti concentrati in un'unica grande metropoli fittizia conosciuta come Mega City.
- Porto Kora

Una pista situata nel distretto portuale di Mega City. È composta da semplici curve e un piccolo salto da un ponte, l'ideale per fare pratica con i veicoli.
- Mega Mall

Ambientato, come da nome, in un enorme centro commerciale, è caratterizzata da una lunga curva spiraleggiante a sinistra.
- Sampa Run

Circuito che corre ai bordi della zona finanziaria. Costituito principalmente da violenti saliscendi che mettono alla prova i piloti con le cabrate.
- Stanza Inter

Localizzato nel centro della zona finanziaria, la sua difficoltà risiede nell'abbondanza di curve ad angolo retto che richiedono un buon controllo e riflessi pronti.
- Hi Fumii

Un tracciato che si districa nel settore industriale. Tecnicamente non complesso anche se include un breve tunnel dove la pista si restringe.
- P-Mar Project

Pista realizzata in una lussureggiante zona residenziale. Nonostante la sua bellezza naturale, è un tracciato particolarmente arduo nelle classi più veloci a causa delle continue curve che richiedono una certa maestria del veicolo.
- Manor Top

Un circuito che si districa tra i tetti di Mega City. Riconoscibile per la presenza di curve a 90° gradi che rendono imperativa la padronanza dei freni aerei.
- Terminal

Un tracciato situato nella metropolitana di Mega City. È un perfetto mix di curve tecniche, tratti veloci e ondulazioni per mettere alla prova i piloti come ultima gara del campionato.
- S101/NP62 prototipo di tracciato (nascosto)

Un tracciato costituito da costanti curve serpentine.
- S102/MG71 prototipo di tracciato (nascosto)

Circuito che combina tratti veloci a sezioni tortuose.
- S103/AW72 prototipo di tracciato (nascosto)

Pista caratterizzata da una parte simmetrica associabile probabilmente a un ponte e dei tunnel di forma esagonale.
- S104/AW73 prototipo di tracciato (nascosto)

Una conformazione di curve larghe e alcune ad angolo retto. La presenza di architettura attorno al tracciato confermerebbe che si trattasse di un prototipo di Stanza Inter
Nella Special Edition ci sono 10 piste. Otto provenienti dai precedenti due giochi e altre due piste segrete.
- Talon's Reach

- Altima VII

- Sagarmatha

- Phenitia Park

- Terramax

- Gare D'Europa

- Odessa Keys

- Arridos IV

- LS105/GP02 prototipo di tracciato (nascosto)

Un'ovale dove si può notare la presenza di un aereo di linea, intuendo che l'ambiente del tracciato sia un aeroporto.
- LS106/GP73 prototipo di tracciato (nascosto)

Un mini-ovale con una grande presenza di alberi, facendo presupporre che sia localizzato in un parco.

## Colonna sonora
- Feisar - Sasha
- Kittens Underworld
- Icaras - Sasha:
- Know Where To Run - Orbital
- Auricom - Sasha
- Surrender - MKL
- Lethal Cut - Propellerheads
- Goteki 45 - Sasha
- Under The Influence - The Chemical Brothers
- Pirhana - Sasha
- Control - MKL
- Avenue - Paul van Dyk
- Xpander - Sasha

## Critiche
| Pubblicazione   | Punteggio |
| --------------- | --------- |
| GameRankings    | 87%       |
| Metacritic      | 89%       |
| GamePro         | 5/5       |
| Game Revolution | 8,3/10    |
| GameSpot        | 8,3/10    |
| IGN             | 9,1/10    |

## Sequel
Nel 2002 è stato prodotto un sequel del gioco denominato Wipeout Fusion e disponibile esclusivamente per PlayStation 2.